# Herbert Kickl
Herbert Kickl (Villach, 1968. október 19. –) osztrák szélsőjobboldali politikus, 2021 júniusa óta a szélsőjobboldali Osztrák Szabadságpárt (FPÖ) vezetője. Jörg Haider beszédírója volt. 2005 és 2018 között a FPÖ főtitkára, ebben a minőségben a PR-ért és a belső kommunikációért volt felelős. 2006-ban választották parlamenti képviselővé, 2017 és 2019 között volt Ausztria belügyminisztere. 2018 februárjában ellentmondásos razziát rendelt el a Szövetségi Alkotmányvédelmi és Terrorelhárítási Hivatalnál, lefoglalva a jobboldali szélsőséges csoportokról, köztük az FPÖ-höz közel álló Ausztriai Identitárius Mozgalomról szóló adataikat. 2019-ben Heinz-Christian Strache ibizai ügye miatt Sebastian Kurz volt kancellár menesztette a kormányából.

## Életpályája
2006-ban az Osztrák szövetségi parlament (Nationalrat) képviselője lett.

## Magánélete
A 2020-as évek elején Purkersdorfban él. Nős, egy fia van.

## Politikai pozíciója
Kickltet szélsőjobboldali politikusnak nevezik.
2017-ben a kormányalakítás során Kickl kijelentette, hogy az a célja, hogy „igazságosabbá tegye a társadalmat”. Azt nyilatkozta, hogy a „társadalom akkor tisztességes, ha valaki kereső tevékenységből tudja eltartani a családját, és önálló életet élhet társadalmi függés nélkül”.
Kickl 2016-ban a linzi „Európa védelmezői” konferencián vezérszónokként szólt fel a rendezvényen, amelyet különböző szélsőjobboldali, antiszemita és rasszista csoportok és személyek szerveztek. Kickl azóta is sok hasonló csoporttal tart kapcsolatot. 2018-ban ellenezte a FPÖ azon lépését, hogy elhatárolódjon Martin Sellner szélsőjobboldali aktivista Ausztriai Identitárius Mozgalmától. 2021 júniusában megerősítette az Identitárius Mozgalom támogatását, 2023-ban pedig megismételte, hogy ellenzi a velük szembeni „vörös vonalat”. Covid járvány idején  rendszeresen részt vett és felszólalt szélsőjobboldali aktivisták mellett, köztük a neonáci Gottfried Küssellel is.
A 2024-es választási kampány alatt Kickl „Volkskanzler”-nek (népkancellárnak) nevezte magát, ezt a kifejezést 1933-ban a náci propaganda használta Adolf Hitlerre. Később sajtókérdésre Kickl visszautasította az összehasonlítást.

### Bevándorlás és multikulturalizmus
Mint, ahogy a pártja, úgy Kickl is határozottan ellenzi a bevándorlást. Úgy véli, az iszlámnak nincs helye Európában, és a muszlim bevándorlók integrációja nem lehetséges az eltérő kultúra miatt. Ezért a bevándorlás erős korlátozását támogatja. A hidzsáb közterületen való teljes betiltására szólított fel. Belügyminiszterként a minimális bűncselekményt elkövető menekültek azonnali kitoloncolását szorgalmazta a Kurz-kormányban. Javasolta, hogy Ausztria lépjen ki az emberi jogi egyezményéből, kijelentette, hogy „a törvénynek kell követnie a politikát, és nem a politikának a törvényt”. Belügyminiszterként kijelentette, hogy a menekültpolitikájának célja az, hogy gyakorlatilag lehetetlenné tegye a menedékkérelem benyújtását Ausztriában.
Kifejtette, hogy nem csak a beilleszkedést megtagadó bevándorlókat toloncolnának ki, hanem azoknak a leszármazottaikat is, akik osztrák állampolgársággal rendelkeznek. 2024 júniusában felszólította az Európai Uniót egy „remigrációs biztos” felállítására. Kickl a 2024-es választási kampányban erősen a bevándorlás elleni küzdelemre és a kitoloncolás támogatására összpontosított, ahogy fogalmazott „visszaállítsa az osztrák nép homogén természetét”.

### Külpolitika
Kickl méltatta Orbán Viktor magyar miniszterelnököt, Donald Trump amerikai elnököt és Alice Weidel AfD társelnököt.
Támogatja Vlagyimir Putyinnal és Oroszországgal fenntartott szoros kapcsolatokat. 2018-ban belügyminiszterként Kickl együttműködésre törekedett az orosz kormánnyal a szervezett bűnözés és a terrorizmus elleni küzdelem terén. Egy rádióinterjúban visszautasította az orosz elnök tekintélyelvű politikájával kapcsolatos kritikákat. Ukrajna 2022-es orosz inváziója után azt állította, hogy Oroszország és a NATO is felelős a háborúért. Ellenezte az Oroszországgal szemben bevezetett szankciókat, valamint azt a tervet is, hogy Ausztria ukrán menekülteket fogadjon be. 2023 márciusában Kickl és a FPÖ kivonult a parlamentből Volodimir Zelenszkij ukrán elnök beszéde közben. 2024-ben többször is szorgalmazta Oroszország elleni szankciók feloldását.

### COVID-járvány
Kickl részt vett és felszólalt a járvány korlátozások elleni tiltakozásokon. Ellenezte a COVID-19 elleni oltások használatát, és „egészségügyi apartheidnek” nevezte. Nem volt hajlandó elítélni a zsidó jelvényeket viselő vakcinaellenes tüntetőket, és tagadta, hogy bagatellizálná a náci rezsim bűneit.
2021 áprilisában Kickl a Parlamentben hangot adott a maszk viselésének elutasításának. Azt mondta, ő „nem tartozik azok közé a képmutatók közé, akik felveszik a maszkot, majd a kamerák mögött minden biztonsági intézkedést sutba vágnak”.